# اینگه کلر
اینگه کلر (انگلیسی: Inge Keller؛ زادهٔ ۱۵ دسامبر ۱۹۲۳ – درگذشتهٔ ۶ فوریه ۲۰۱۷) هنرپیشه اهل آلمان بود. او در دوره جدایی دو آلمان یکی از مهمترین هنرپیشه‌های زن آلمان شرقی بود. اینگه کلر در ۶ فوریه ۲۰۱۷ در سن ۹۳ سالگی درگذشت.

## گزیده فیلم
- Quartett zu fünft - 1949
- آغاز زندگی (۱۹۶۴)
- شب مه‌آلود (۱۹۶۹)
- دکترها (۱۹۸۴)
- للا و بیلی‌دکید (۱۹۹۹)
- ننه بزرگ (۲۰۱۲)